# Rhododendron natalicium
Rhododendron natalicium är en ljungväxtart som beskrevs av Herman Otto Sleumer. Rhododendron natalicium ingår i släktet rododendron, och familjen ljungväxter. Inga underarter finns listade i Catalogue of Life.